# Daniel McFadden
Daniel L. McFadden, född 29 juli 1937 i Raleigh, North Carolina, är en amerikansk nationalekonom som belönades med Sveriges Riksbanks pris i ekonomisk vetenskap till Alfred Nobels minne 2000. McFadden fick priset "för hans utveckling av teori och metoder för analys av diskreta val". Priset delades med ekonomen James Heckman.
McFadden studerade vid University of Minnesota där han doktorerade inom beteendevetenskap 1962. Han är för närvarande professor i ekonomi vid University of Southern California, samt vid University of California, Berkeley.